# Цаугг, Оливер
Оливер Цаугг (нем. Oliver Zaugg, род. 23 сентября 1978 в Лахене, Швейцария) — швейцарский профессиональный шоссейный велогонщик. Победитель монументальной классической велогонки Джиро ди Ломбардия 2011 года.

## Победы
| 1999 Чемпионат Швейцарии, групповая гонка — 2-е место 2010 - Неделя Коппи и Бартали — этап 1 (ТТТ) 2011 - Вуэльта Испании — этап 1 (ТТТ) - Джиро ди Ломбардия |

## Статистика выступлений наГранд Турах
| Гранд Тур | 2004 | 2005 | 2006 | 2007 | 2008 | 2009 | 2010 | 2011 | 2012 | 2013 |
| --------- | ---- | ---- | ---- | ---- | ---- | ---- | ---- | ---- | ---- | ---- |
| Джиро     | 47   | сход | -    | сход | -    | -    | -    | сход | 56   | -    |
| Тур       | -    | -    | -    | -    | -    | -    | -    | -    | -    | -    |
| Вуэльта   | -    | -    | -    | 15   | 11   | 70   | 51   | сход | -    | 37   |